# Nicolas Abdat
Nicolas Abdat (* 29. November 1996 in Wipperfürth) ist ein deutscher Fußballspieler. Der linke Verteidiger steht bei den Go Ahead Eagles Deventer unter Vertrag.

## Karriere

### Jugend
Abdat begann im Alter von drei Jahren in seiner Heimatstadt bei der DJK Wipperfeld mit dem Fußballspielen. Im Jahr 2008 wechselte er in die Jugend des 1. FC Köln und ging zwei Jahre später nach Bochum zur SG Wattenscheid 09.

### VfL Bochum
Aus der  B-Jugend der SG Wattenscheid 09 wechselte Abdat 2013 in die A-Jugend des Lokalrivalen VfL Bochum. In der Winterpause 2014/15 stieg er aus der A-Jugend in die erste Mannschaft des Vereins auf. Bevor er zu seinen ersten Einsatz in der ersten Mannschaft kam, wurde Adbat am 22. Februar 2015 bei der 0:2-Niederlage gegen die zweite Mannschaft des Fortuna Düsseldorf erstmals in Bochums zweiter Mannschaft eingesetzt. Bei der Partie in der Regionalliga West wurde er von Trainer Dimitrios Grammozis die gesamte Spielzeit eingesetzt.
In der ersten Mannschaft debütierte Abdat am 23. März 2015 beim 2:1-Sieg gegen den 1. FC Nürnberg. In seiner ersten Partie in der 2. Bundesliga wurde er von Trainer Gertjan Verbeek in die Startelf beordert und in der 59. Minute durch Onur Bulut ersetzt.

### VfL Wolfsburg
Nach dem Vertragsende im Sommer 2015 wechselte Abdat zur Saison 2015/16 ablösefrei zur zweiten Mannschaft des VfL Wolfsburg in die Regionalliga Nord. Sein Debüt gab er am 28. November 2015 beim 8:1-Sieg gegen Eintracht Norderstedt. Er stand in der Startformation von Trainer Valérien Ismaël und wurde in der 63. Minute durch Robert Schick ersetzt. Bei seinem vierten Einsatz erzielte Abdat das erste Pflichtspieltor seiner Profikarriere. In der 53. Minute erzielte er den 7:0-Endstand gegen den TSV Schilksee. Am Saisonende gewann er mit der Mannschaft die Meisterschaft in der Regionalliga Nord und qualifizierte sich dadurch für die Aufstiegsrunde zur 3. Liga. Dort musste man sich nach einem 1:0-Heimsieg und einer 0:2-Auswärtsniederlage dem SSV Jahn Regensburg geschlagen geben und verblieb in der Liga.

### SG Wattenscheid 09
Zur Spielzeit 2018/19 wechselte Abdat zur SG Wattenscheid 09 in die Regionalliga West.

### Go Ahead Eagles Deventer
Zur Saison 2019/20 wechselte er zu den Go Ahead Eagles Deventer in die zweitklassige Eerste Divisie in den Niederlanden.

### Tot Ons Plezier Oss
Am 17. Juli 2021 wechselt er zu den Tot Ons Plezier Oss.

### VfL Bochum
Am 30. Oktober 2024 kehrt er zum VFL Bochum zurück und verstärkt dort den VFL Bochum II.

## Erfolge
VfL Wolfsburg II
- Meister der Regionalliga Nord: 2016